# Soletanche Bachy
Soletanche Bachy, «Солетанш Баши» — дочерняя компания Soletanche Freyssinet, входящей в группу Vinci. Специализируется на технологиях разработки грунта и подземных сооружениях. Одна из ведущих геотехнических и строительных фирм мира. Деятельность охватывает укрепление грунтов, анкерную крепь, инъекции, замораживание грунтов, сваи, стены в грунте, тоннели, проектирование объектов промышленно-гражданского строительства.

## История
Soletanche Bachy образовалась в 1997 году в результате слияния компаний Soletanche и Bachy. Bachy Entrerprise была основана 1 ноября 1926 года Пьером Баши. Soletanche была создана в 1948 году Эрнестом Иши и Анри Жироном. В 2007 году была куплена группой Vinci. В 2009 году Vinci объединила несколько своих дочерних компаний в группу Soletanche Freyssinet, в неё вошли Soletanche Bachy, Menard, Terre Armėe, Freyssinet, Nuvia, позже была присоединена Sixence.

## Деятельность
Фирма является обладателем ряда патентов и технических решений в области геотехники, в частности навесное фрезерное оборудование для разработки грунта при методе «стена в грунте», технология подавления фильтрации воды через бетон, анкеры ИРП.

## Проекты
Наиболее крупными строительными проектами компании были плотина водохранилища Сер-Понсон, гидроэлектростанция близ Маркольсайма, намыв островов Палм-Джабаль-Али и Палм-Джумейра в Дубае, намыв участка для третьей взлётно-посадочной полосы Международного аэропорта Гонконга. Также среди реализованных компанией проектов были заполнение трещин Саяно-Шушенской ГЭС специальными эпоксидными смолами в 1995—1996 годах; испытания свай Лахта Центра; намывные территории в порту Усть-Луга; сеть пригородных электричек Окленда City Rail Link.